# Australijska književnost
Australijska književnost je pisano ili književno delo proizvedeno na tom području ili od strane ljudi Komonvelta Australije i njenih ranijih kolonija. Tokom svoje rane zapadne istorije, Australija je bila skup britanskih kolonija, te je tako i njena priznata književna tradicija počela i povezana sa širom tradicijom engleske književnosti. Međutim, narativna umetnost australijskih pisaca od 1788. godine je u književnost uvela karakter novog kontinenta - istražujući takve teme kao što su aboridžinstvo, prijateljstvo, egalitarizam, demokratija, nacionalni identitet, migracije, jedinstvena lokacija i geografija Australije, složenosti urbanog života i „lepota i teror” života u australijskoj unutrašnjosti.

## Pregled
Australijski pisci koji su stekli međunarodnu reputaciju uključuju dobitnika Nobelove nagrade Patrika Vajta, kao i autore Kristina Stid, Dejvid Malouf, Piter Keri, Bradli Trevor Griv, Tomas Kenili, Kolin Makaroj, Nevil Šut i Moris Vest. Ugledni savremeni iseljenički autori uključuju feministkinju Džermejn Grir, istoričara umetnosti Roberta Hjuza i humoriste Barija Humfrisa i Klajva Džejmes.
Među značajnim autorima klasičnih australijskih dela su pesnici Henri Loson, Bandžo Paterson, K. J. Denis i Doroteja Makelar. Denis je pisao australijskim narodnim jezikom, dok je Makelar napisala kultnu patriotsku pesmu Moja zemlja. Loson i Paterson su se sukobili u čuvenoj „Biltenskoj debati” o prirodi života u Australiji, pri čemu se za Losona smatra da je imao osornije gledište od Buša, a da je Patersonovo gledište bilo bliže romantičarima. Loson važi za jednog od najvećih australijskih pisaca kratkih priča, dok Patersonove pesme ostaju među najpopularnijim australijskim seoskim pesmama. Značajni pesnici 20. veka bili su dama Meri Gilmor, Kenet Slesor, A. D. Houp i Džudit Rajt. Među najpoznatijim savremenim pesnicima su Les Mari i Brus Dejv, čije se pesme često proučavaju u australijskim srednjim školama.
Iako je istorijski samo mali deo australijskog stanovništva živeo izvan većih gradova, mnoge od najznačajnijih australijskih priča i legendi potiču iz unutrašnjosti, iz redova drovera i lutalica, i ljudi sa jalovih, prašnjavih ravnica.
Dejvid Junejpon je poznat je kao prvi aboridžinski autor. Udžeru Nunukal je bio prvi aboridžinski Australijanac koji je objavio knjigu stihova. Prekretnički memoari o iskustvima ukradenih generacija mogu se naći u Sali Morganovom radu Moje mesto.

## Rani i klasični radovi
Vekovima pre britanskog naseljavanja Australije, evropski pisci su pisali izmišljene prikaze zamišljanja Velike južne zemlje. Godine 1642, Abel Janson Tasman se iskrcao na Tasmaniju i nakon ispitivanja ureza isečenih na znatnim udaljenostima na stablima drveća, spekulisao je da novootkrivena zemlja mora biti naseljena divovima. Kasnije je britanski satiričar Džonatan Svift postavio zemlju Houjanams iz Guliverovih putovanja zapadno od Tasmanije. Godine 1797, britanski romantičarski pesnik Robert Sauti — tada mladi jakobinac — uključio je sekciju u svoju zbirku „Pesme“, izbor pesama pod naslovom „Ekloge iz zaliva Botanije“, u kojima je prikazao nevolje i priče transportovanih osuđenika u Novom Južnom Velsu.
Prvi roman koji je objavljen u Australiji bio je kriminalistički roman Kvintus Servinton: Priča zasnovana na incidentima stvarnih događaja Henrija Saverija objavljen u Hobartu 1830. godine. Rani popularni radovi su obično bili varijanta 'cepanja prediva', pričajući priče o zabludi protiv nove granice australijskog zaleđa. Pisci kao što su Rolf Boldrevud (Oružana pljačka), Markus Klark (Za vreme njegovog prirodnog života), Henri Hendl Ričardson (Sreća Ričarda Mahonija) i Džozef Ferfi (Takav je život) otelotvorili su ove uzbudljive ideale u svojim pričama i, posebno ovaj poslednji, pokušao je da precizno zabeleži narodni jezik običnog Australijanca. Ovi romanopisci su takođe dali dragocene uvide u kaznene kolonije koje su pomogle u formiranju zemlje i ranih seoskih naselja.
Godine 1838, Gardijan: pripovetka Ane Marije Ban objavljena je u Sidneju. Bio je to prvi australijski roman štampan i objavljen u kontinentalnoj Australiji i prvi australijski roman koji je napisala žena. To je gotička romansa.
Godine 2012, novine The Age su izvestile da izdavačka kuća Text Publishing 2012. objavljuje seriju australijskih klasika, kako bi se korigovali praksu „zanemarivanja australijske književnosti“ od strane univerziteta i izdavačkih kuća kojima „britanci dominiraju“ – ističući da su van štampe dobitnici nagrade Majlsa Franklina, kao što su na primer Dejvid Irlendov Stakleni kanu i Samner Lik Eliotov Pažljivo, možda će te čuti.

## Književnost za decu
Sedam malih Australijanaca Etel Terner, koji govori o avanturama sedmoro nestašne dece u Sidneju, štampa se od 1894. godine, duže od bilo kog drugog australijskog romana za decu. Sticanje mudrosti (1910) Henrija Hendla Ričardsona, o nekonvencionalnoj učenici u Melburnu, doživeo je sličan uspeh i pohvalili su ga H. Dž. Vels i Džermejn Grir.
Ostali višegodišnji favoriti australijske književnosti za decu uključuju Blinki Bil Doroti Vol, Tačka i kengur Etel Pedli, Snaglpot i Kadlpaj Mej Gibs, Čarobni puding Normana Lindzija, Zbunjeni vombat Rut Park i Magija oposuma Mem Foksa. Ova klasična dela koriste antropomorfizam kako bi oživela stvorenja australijskog žbunja, tako da je Bunjip Blugam iz Magičnog pudinga koala koja napušta svoje drvo u potrazi za avanturom, dok se u Tački i kenguru devojčica izgubljena u žbunju sprijateljila sa grupom torbara. Mej Gibs je osmislila priču o protagonistima po uzoru na izgled mladih orašastih plodova eukaliptusa (guminog drveta) i suprotstavila ove bebe od gumastog oraha, Snaglepot i Kadlpaj, protiv antagonista Banksija ljudi. Gibsov uticaj traje već generacijama – savremena dečja autorka Ursula Dubosarski navela je Snaglepot i Kadlpaja kao jednu od njenih omiljenih knjiga.
Sredinom dvadesetog veka, dečja književnost je venula, a popularni britanski autori su dominirali australijskim tržištem. Ali 1960-ih  Oxford University Press je objavio nekoliko australijskih autora za decu, a Angus & Robertson su imenovali njihovog prvog specijalizovanog urednika za decu. Najpoznatiji pisci koji su se pojavili u ovom periodu bili su Hesba Brinsmid, Ivan Sautol, Kolin Til, Patriša Rajtson, Nan Čonsi, Džoan Fipson i Elenor Spens, čija dela su smeštena prvenstveno u australijski pejzaž. Godine 1971, Sauhol je osvojio Karnegijevu medalju za Džoša. Godine 1986, Patriša Rajtson je dobila međunarodnu nagradu Hans Kristijan Andersen.

## Literatura
- Atkinson, Alan (2005). The Europeans in Australia: A History. Volume 2: Democracy.. 440 pp.
- Bolton, Geoffrey (2005). The Oxford History of Australia: Volume 5: 1942–1995. The Middle Way.
- Clarke, Frank G (2002). The History of Australia. Greenwood Press. ISBN 978-0-313-31498-8.
- Day, David (2001). Claiming a Continent: A New History of Australia. HarperCollins. ISBN 978-0-7322-6976-0.
- Edwards, John (2005). Curtin's Gift: Reinterpreting Australia's Greatest Prime Minister.
- Hughes, Robert. The Fatal Shore: The Epic of Australia's Founding (1988). excerpt and text search
- Irving, Terry and Connell, Raewyn (1992). Class Structure in Australian History. Longman Cheshire: Melbourne.
- Kelly, Paul (2008). The End of Certainty: Power, Politics & Business in Australia. Allen & Unwin. ISBN 978-1-74175-498-8.. originally published as The End of Certainty: The Story of the 1980s (1994)
- Kingston, Beverley (1993). The Oxford History of Australia: Volume 3: 1860–1900 Glad, Confident Morning.
- Kociumbas, Jan (1995). The Oxford History of Australia: Volume 2: 1770–1860 Possessions.
- Macintyre, Stuart (1993). The Oxford History of Australia: Volume 4: 1901–42, the Succeeding Age.
- Macintyre, Stuart (24 August 2004). A Concise History of Australia (2nd. изд.). Cambridge University Press. ISBN 978-0521735933. Непознати параметар |DUPLICATE_isbn= игнорисан (помоћ); Проверите вредност парамет(а)ра за датум: |year= / |date= mismatch (помоћ)
- Martin, A. W. Robert Menzies: A Life (2 vol 1993–99), online at ACLS e-books
- McQueen, Humphrey (1970). A New Britannia. Brisbane: University of Queensland Press.
- Megalogenis, George (2006). The Longest Decade. (2nd ed. 2008), politics 1990–2008
- Schreuder, Deryck; Ward, Stuart, ур. (2010). Australia's Empire. Oxford History of the British Empire Companion Series. ISBN 978-0199563739. doi:10.1093/acprof:oso/9780199563739.001.0001.
- Welsh, Frank (2008). Australia: A New History of the Great Southern Land.
- Bennett, Marjory. ‘The Grungy Australian Novel.’ Sydney Morning Herald, 24 September 1995.
- Dawson, Paul. Creative Writing and the New Humanities. Routledge, Aug. 2, 2004. (includes section on grunge lit)
- Dawson, Paul (1997). „Grunge Lit: Marketing Generation X”. Meanjin. 56 (1): 119—125..
- McCann, Andrew (1998). Writing the Everyday: Australian Literature and the Limits of Suburbia. University of Queensland Press..
- Muller V. ‘City bodies: Urban grunge and Andrew McGahan's Praise’, in Finch L. and McConville C. (eds), Gritty cities: Images of the urban. Sydney: Pluto Press. 1999.
- Nicholls, Angus (1997). „Australian Grunge Fiction: A Literature of Philosophical Crisis?”. Philosopher Magazine: 45—48.
- Syson, Ian (1996). „Smells like market spirit: grunge, literature, Australia”. Overland. 142: 21—23..
- Waldren, Murray. "Lit. grit invades Ozlit". Australian Magazine, 24–25 June 1995.
- Waldren, Murray. ‘Dirty Realists: Enter the Grunge Gang.’ In  Dining Out with Mr Lunch. St Lucia, Qld: UQP. 1999.. 70-85.
- Russell Blackford, Van Ikin & Sean McMullen, ур. (1999). Strange Constellations: A History of Australian Science Fiction. Greenwood Press. ISBN 978-0-313-25112-2.. (1999).
- Seed, David; Blackford, Russell (2005). A Companion To Science Fiction. Malden, MA: Blackwell Publishing. ISBN 978-1-4051-1218-5.
- Paul Collins (ed). The MUP Encyclopedia of Australian Science Fiction & Fantasy. (Assistant Editors Steven Paulsen & Sean McMullen). Melbourne: Melbourne University Press, 1998.

## Spoljašnje veze
- The Library of Australiana page at Project Gutenberg of Australia
- Bibliography of Australian Literature to 1954 at Freeread
- "AustLit: The Australian Literature Resource" (2000-)